# Только один
«То́лько оди́н» — российский фильм 2022 года режиссёра Александра Сигуева. Главную роль в картине исполнил Заслуженный артист РСФСР Михаил Жигалов.

## Сюжет
В центре сюжета — четыре человека: старик, мужчина и женщина средних лет и ребенок. Все они по неизвестным причинам оказались в одном помещении и у них есть лишь десять минут, чтобы решить, кто покинет комнату.

## В ролях
- Михаил Жигалов — старик
- Алевтина Добрынина — женщина
- Сергей Шароватов — мужчина
- Марк Юсеф — мальчик
- Александра Кравцова — журналист
- Екатерина Мотызлевская — сотрудник МДВ
- Сергей Недугов — спасатель

## Производство
Съёмки фильма частично прошли в 2022 году в городе Москве и Тарусе. Большая часть съёмок прошла в павильоне, лишь крайняя сцена фильма была отснята на открытом воздухе. Подготовительный период проекта длился более трёх месяцев, по словам режиссёра Александра Сигуева, самая трудная часть была в поиске актёров, способных передать всю трагичность ситуации своих героев.